# Confessioni del cavaliere d'industria Felix Krull
Confessioni del cavaliere d'industria Felix Krull. Prima parte delle memorie (Bekenntnisse des Hochstaplers Felix Krull. Der Memoiren erster Teil) è un romanzo umoristico e parodistico incompiuto dello scrittore tedesco Thomas Mann, composto in più riprese a partire dal 1911 e pubblicato nella versione definitiva nel 1954.

## Trama
L'io narrante è Felix Krull, un quarantenne avventuriero ormai in pensione. Felix proviene da «una famiglia della buona borghesia, se anche da una casa poco seria» nella quale si conduce una vita scapestrata all'insegna della canzone «Godete la vita!». Un'esperienza importante per l'adolescente Felix è l'incontro con l'attore Müller-Rosé, nella realtà è un ometto brutto e volgare ma in grado sulle scene di affascinare il pubblico. Felix ottiene i primi successi nell'ingannare gli altri (compie un furto di dolciumi in una drogheria, si finge malato per non andare a scuola e poi per evitare il servizio militare, seduce la cameriera, ecc.).
Dopo il suicidio del padre, un produttore di "champagne" della Renania fallito, Felix si trasferisce a Parigi dove, grazie alla raccomandazione del suo padrino Schimmelpreester, trova lavoro in un albergo di lusso inizialmente come addetto all'ascensore, col nome di "Armand", e poi come cameriere. Felix ha modo di osservare il comportamento degli avventori dell'albergo, appartenenti alle classi sociali più elevate. Di bell'aspetto e fornito di eleganti maniere, Felix affascina le signore, accumula un piccolo capitale con mezzi non sempre leciti e trascorre il tempo libero come un dandy, in segretezza. Rifiuta tuttavia di accettare i successi ottenibili in modi convenzionali come il matrimonio con Eleanor Twentyman, diciottenne figlia di un ricco capitalista inglese, e l'offerta di adozione da parte del vecchio Lord Kilmarnock.
Un conoscente, il marchese Louis de Venosta, fidanzato della graziosa soubrette Zazà, il quale ha apprezzato i modi e la classe di Felix, per compiacere i genitori che non accettano la sua relazione con una ragazza di modeste condizioni e minacciano di disereditarlo, propone a Felix di spacciarsi per lui e di girare il mondo a suo nome e a sue spese. Dovrà visitare vecchi amici di famiglia, inviando, di tanto in tanto, da luoghi diversi, lettere ai genitori del marchese imitando la grafia dell'amico. In questo modo i genitori crederanno che il loro rampollo, ravveduto e abbandonata la ragazza, viaggi per dimenticare il suo vecchio legame. Felix, superate le iniziali perplessità, non può fare a meno di accettare la proposta.
Giunto a Lisbona, ospite del paleontologo professor Kuckuck, il giovane riesce a far innamorare la figlia Zouzou e a sedurre la moglie, l'ancora piacente Maria Pia che, nell'ultima pagina del libro, gelosa della figlia, si offrirà con ardente passione al bel Felix.

## Personaggi
- Felix Krull (Armand), io narrante
- Engelbert Krull, padre di Felix, produce sciampagna, muore suicida
- Olimpia Krull, sorella maggiore di Felix, diventerà cantante di operette
- Schimmelpreester, padrino di Felix, si prende cura della famiglia Krull dopo la morte del padre di Felix
- Müller-Rosé, cantante di operette
- Genoveffa, domestica di casa Krull
- Isaak Stürzli, direttore dell'albergo di Parigi, amico di Schimmelpreester, assume Felix
- Stanko, compagno di lavoro di Felix
- Diana Houpflée, in arte Diana Philibert, ricca e stravagante scrittrice; Felix ne sarà l'amante, la deruberà, ma la stessa Diana lo esorterà a derubarla
- Eleanor Twentyman, diciottenne inglese, s'innamora di Felix
- Nectan Kilmarnock, nobile scozzese, omosessuale, dapprima propone a Felix una vantaggiosa proposta di lavoro, in seguito si offre di adottarlo
- Louis de Venosta, marchese lussemburghese, ama Zazà. Propone a Felix di assumere la sua identità in un lungo viaggio
- Zazà, soubrette amata da Louis de Venosta, non piace ai genitori di lui
- Antonio José Kuckuck paleontologo portoghese, conosce Felix durante un viaggio in treno e lo invita a frequentare la sua casa a Lisbona
- Dom Miguel, assistente di Antonio J. Kuckuck
- Susanna Kuckuck detta Zouzou, figlia di Antonio, mostra ripugnanza per l'amore fisico
- Maria Pia Kuckuck, moglie di Antonio, si offre a Felix nell'ultimo episodio del romanzo

## Edizioni

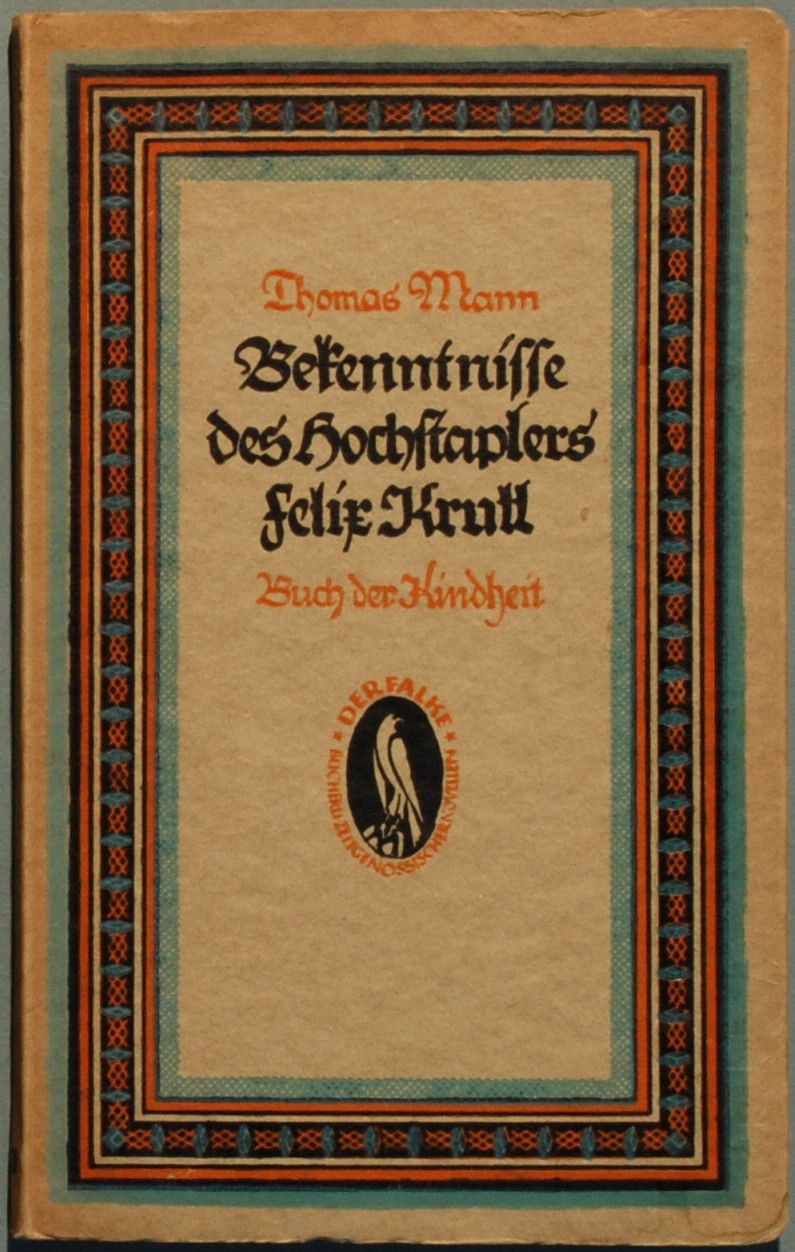
Copertina dell'edizione del 1923

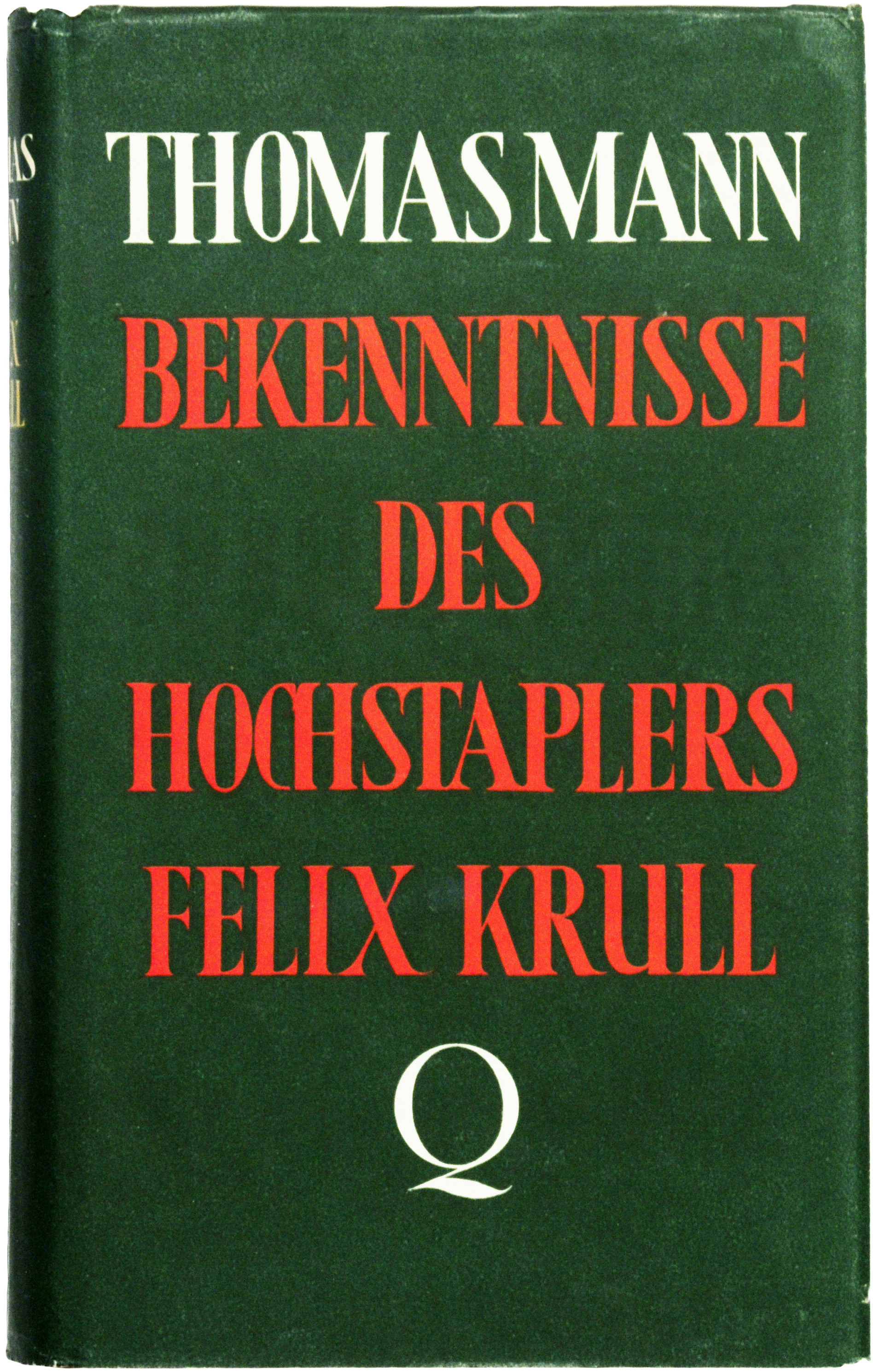
Copertina dell'edizione del 1937

Thomas Mann tracciò lo schema dell'ultima avventura di Felix Krull, ossia lo scambio di identità col giovane marchese de Venosta, in un libro di appunti del 1906 in seguito alla lettura delle memorie di un avventuriero rumeno, Georges Manolescu, pubblicate l'anno precedente. Iniziò una prima stesura nel gennaio del 1910 e un primo frammento, la visita al cantante di operetta Müller-Rosé, apparve nell'almanacco dell'editore Fischer nel 1911. Il lavoro fu interrotto tra il 1911 e il 1912 allorché l'autore si dedicò interamente a La morte a Venezia e a La montagna incantata. Nel 1919 fu pubblicato un secondo frammento, la finzione della malattia per evitare la Scuola. L'intero primo libro (fino alla bancarotta e al suicidio del padre) uscì nel 1922; nel 1937 fu pubblicata una edizione aumentata dai capitoli del secondo libro. Mann riprese il lavoro nel 1947, ma lo interruppe per dedicarsi al Doctor Faustus e a L'inganno, finché l'edizione definitiva fu pubblicata nel 1954. Una traduzione in lingua italiana dell'edizione tedesca del 1922 apparve già nel 1930 ad opera di Emma Virgili e Paolo Milano; una nuova versione, sull'edizione del 1937, apparve nel 1948 ad opera di Bruno Angoletta per la Garzanti. L'edizione definitiva in lingua italiana, tradotta da Lavinia Mazzucchetti, apparve nel 1955 nel quinto volume delle opere di Thomas Mann edito da Mondadori.

### Edizioni in lingua tedesca
- Thomas Mann, «Bekenntnisse des Hochstaplers Felix Krull. Bruchstück aus einem Roman», in Das fünfundzwanzigste jahr (1886-1911), Almanach des S. Fischer Verlages, Berlin: S. Fischer Verlages, 1911, pp. 273–283.
- Thomas Mann, «Schulkrankheit. Bruchstück aus dem unvollendeten Roman "Bekenntnisse des Hochstaplers Felix Krull"». In: Paul Erich Küppers (a cura di), Das Kestnerbuch, Hannover: Böhme, 1919, pp. 7-17.
- Thomas Mann, Bekenntnisse des Hochstaplers Felix Krull. Buch der Kìndheit, Berlin; Leipzig: Deutsche Verlags, 1923, 65 p.
- Thomas Mann, Bekenntnisse des Hochstaplers Felix Krull, Amsterdam: Querido Verlag, 1937, 177 p.
- Bekenntnisse des Hochstaplers Felix Krull. Der Memoiren erster Teil, Frankfurt am Main: S. Fischer, 1954.

### Edizioni in lingua italiana
- Thomas Mann, La morte a Venezia; Le confessioni di un cavaliere d'industria; traduzione dal tedesco di Emma Virgili e Paolo Milano, Coll. Scrittori stranieri moderni 10, Milano: Treves, 1930.
- Thomas Mann, Le confessioni di un cavaliere d'industria; traduzione di Bruno Angoletta, Coll. Vespa blu. Scrittori stranieri N.S 10, Milano: Garzanti, 1948.
- Thomas Mann, Confessioni del cavaliere d'industria Felix Krull, traduzione di Lavinia Mazzucchetti, Coll. Medusa, Vol. 477, Milano: A. Mondadori, 1955.
- Thomas Mann, «Carlotta a Weimar; Confessioni del cavaliere d'industria Felix Krull». In: Tutte le opere di Thomas Mann, Vol. V; a cura di Lavinia Mazzucchetti, Milano: A. Mondadori, 1955.
- Thomas Mann, Confessioni dell'impostore Felix Krull, traduzione di Elena Broseghini, Collana Oscar moderni; 329, Milano, Mondadori, 2019, ISBN 978-88-04-75530-2.

## Critica
Confessioni del cavaliere d'industria Felix Krull è un romanzo umoristico e parodistico; l'idea parodistica su cui si costruisce è, come dichiara l'autore stesso, quella "di tradurre in chiave criminale" (lo spunto deriva, come detto prima, dalle memorie di un imbroglione, il Manolescu) un elemento di tanto venerata tradizione quale l'autobiografia, in particolare l'autobiografia di Goethe Poesia e verità. Per Roberto Fertonani è stato lo stesso Mann ad aver collocato il Felix Krull nella tradizione tedesca del "Bildungsroman" (romanzo di formazione) e intende la parodia non come distorsione di un modello, ma come elemento innovatore di ogni opera d'arte. Enzo Paci nella prefazione al volume dedicato alle Opere di Thomas Mann, precisa che Confessioni di Felix Krull non consiste tanto nella biografia di un imbroglione, quanto nella sua parodia critica. Per Paci, il tema del romanzo è infatti quello dell'artista imparentato con l'imitatore, tema esposto da Mann in altre opere quale la novella giovanile Il pagliaccio e il romanzo Doctor Faustus. L'ultima parte del romanzo, riguardante il viaggio di Felix sotto le spoglie del marchese de Venosta, rientra invece nella tradizione del romanzo picaresco tedesco quale L'avventuroso Simplicissimus o il Till Eulenspiegel. 
György Lukács interpretò il romanzo di Thomas Mann su basi sociologiche: «La critica ironica e autoironica di Thomas Mann all'odierna società borghese si pone qui un tema completamente nuovo e del tutto originale: solo il cavaliere d'industria può oggi, nel mondo della borghesia al tramonto, giungere al godimento della propria personalità». Per lo psicologo Paolo Legrenzi, «Felix Krull, un vero sovversivo, libera dai vincoli del perbenismo borghese chiunque incontri sulla sua strada rendendo tutti più felici. Una caricatura degli utilitaristi che, fin dai tempi di Adam Smith, professano quel profittevole e inconsapevole altruismo su cui si fondano le società capitaliste.»

## Adattamenti
- Le confessioni del filibustiere Felix Krull (Bekenntnisse des Hochstaplers Felix Krull), film del 1957 diretto da Kurt Hoffmann, interpretato da Horst Buchholz (Felix), Liselotte Pulver (Zaza), Ingrid Andree (Zouzou), Paul Dahlke (professor Kuckuck). Vincitore nel 1958 del Golden Globe per il miglior film straniero in lingua straniera[14]
- Confessioni del cavaliere d'industria Felix Krull, miniserie televisiva del 1981 diretta da Bernhard Sinkel ed interpretata da John Moulder-Brown, Magali Noël e Fernando Rey[15]
- Bekenntnisse des Hochstaplers Felix Krull, film del 2021 diretto da Detlev Buck, interpretato da Jannis Niewöhner (Felix), Liv Lisa Fries (Zaza), David Kross	(De Venosta).[16]